# Medinilla disparifolia
Medinilla disparifolia är en tvåhjärtbladig växtart som beskrevs av Charles Budd Robinson. Medinilla disparifolia ingår i släktet Medinilla och familjen Melastomataceae. Inga underarter finns listade i Catalogue of Life.